# Santeri Välimaa
Santeri Riku Matias Välimaa (* 11. Januar 2001 in Kauhava) ist ein finnischer Volleyballnationalspieler.

## Karriere
Välimaa begann seine Karriere bei Kauhavan Wisa. 2017 nahm der Zuspieler mit den finnischen Junioren an der U17-Europameisterschaft teil. Danach war er zwei Jahre bei Kuortaneen Urheiluopisto aktiv. 2019 wechselte er zum Erstligisten Hurrikaani Loimaa. Der Verein erreichte 2019/20 das Halbfinale des nationalen Pokalwettbewerbs und lag in der Liga beim Saisonabbruch vorne. 2020/21 erreichte er mit Loimaa das Pokalfinale und 2021/22 den dritten Platz im Pokal und das Final Four der Liga. 2022 kam Välimaa in die A-Nationalmannschaft, die in der European Silver League spielte. 2022/23 stand er mit seinem Verein wieder im Pokal-Halbfinale. Mit der Nationalmannschaft gab es den sechsten Rang in der European Golden League. 2024 wurde er mit Loimaa finnischer Meister. Danach wechselte er zum ukrainischen Verein VC Barkom-Każany Lwów, der wegen des Kriegs in der polnischen Plusliga spielte. 2025 wurde Välimaa vom deutschen Bundesligisten SVG Lüneburg verpflichtet.